# Heptalitha
Heptalitha é um gênero de mariposa pertencente à família Crambidae.